# Широкоформатная печать

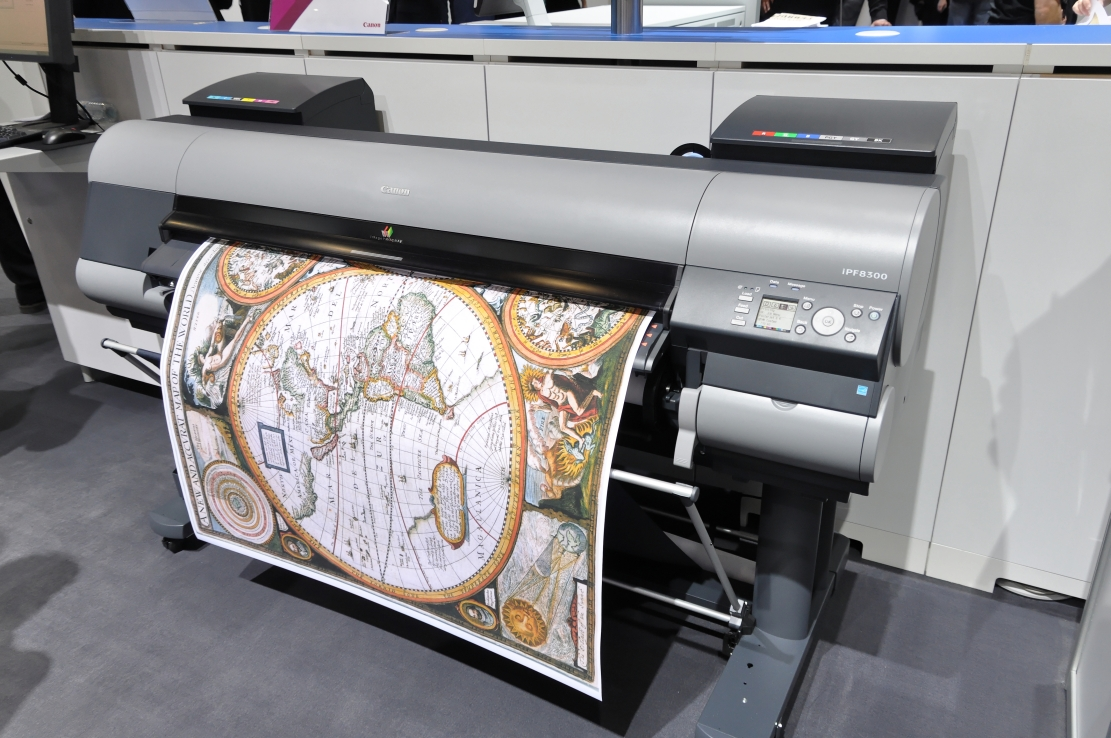
широкоформатный станок для баннера, бумаги, сетки, винила

Широкоформатная печать — вид цифровой печати, которая производится на специализированных широкоформатных принтерах и плоттерах.
Широкоформатная печать делится на два основных направления — интерьерная печать, которая предусматривает создание изображений для использования внутри помещений, и экстерьерная печать (наружная реклама) — для размещения на улице. Осуществляется на различных видах материалов: виниловая плёнка, бумага, сетка, баннерная ткань.
Полученное посредством широкоформатной печати изображение можно использовать на разных конструкциях: растяжках, пресс-воллах, стендах, ролл-апах, штендерах, лайтбоксах и др...
Широкоформатная печать осуществляется на принтерах, позволяющих создать качественное изображение крупного размера. Это даёт возможность выполнять рекламные проекты, организовывать pr-кампании.
Готовые изделия, выполненные методом широкоформатной печати — это изображения, которые из-за своих больших размеров наносятся на рулонный материал для облегчения транспортировки.
Интерьерная широкоформатная печать — специальный вид высококачественной печати изображений больших размеров, которые используются в дизайне интерьера. Такие элементы могут реализовываться в виде картин, вставок в отделку стен или на всю плоскость стены. Универсальность такого элемента дизайна позволяет создать практически любой стиль в интерьере (например High-Tech, классический).
Интерьерная широкоформатная печать обычно осуществляется в высоком разрешении (до 1440 dpi).